# Vidalia impressifrons
Vidalia impressifrons är en tvåvingeart som beskrevs av Robineau-desvoidy 1830. Vidalia impressifrons ingår i släktet Vidalia och familjen borrflugor. Inga underarter finns listade i Catalogue of Life.